# Telmatactis stephensoni
Telmatactis stephensoni är en havsanemonart som beskrevs av Oscar Henrik Carlgren 1950. Telmatactis stephensoni ingår i släktet Telmatactis och familjen Isophelliidae. Inga underarter finns listade i Catalogue of Life.